# Jariya Wichaidit
Jariya Wichaidit (* 8. März 1996 in Surat Thani) ist eine thailändische Leichtathletin, die sich auf den Speerwurf spezialisiert hat.

## Sportliche Laufbahn
Erste internationale Erfahrungen sammelte Jariya Wichaidit Juniorenasienmeisterschaften 2014 in Taipeh, bei denen sie mit 38,19 m den achten Platz belegte. 2017 wurde sie bei den Südostasienspielen in Kuala Lumpur mit 46,13 m Fünfte. 2018 belegte sie bei den Asienspielen in Jakarta mit 52,36 m den achten Platz. Im Jahr darauf gewann sie bei den Südostasienspielen in Capas mit einer Weite von 51,80 m die Bronzemedaille hinter ihrer Landsfrau Natta Nachan sowie Lò Thị Hoàng aus Vietnam und 2022 musste sie sich bei den Südostasienspielen in Hanoi mit 55,65 m nur Lò Thị Hoàng geschlagen geben. Im Jahr darauf siegte sie dann mit 52,60 m bei den Südostasienspielen in Phnom Penh und gelangte anschließend bei den Asienmeisterschaften in Bangkok mit 51,15 m auf Rang neun. Im August belegte sie dann bei den World University Games in Chengdu mit 54,59 m den sechsten Platz. Daraufhin belegte sie bei den Asienspielen in Hangzhou mit 53,78 m den achten Platz. 2025 wurde sie bei den Asienmeisterschaften in Gumi mit 51,60 m Zehnte. 
Wichaidit ist Studentin an der Bangkokthonburi University. In den Jahren 2020, 2022 und 2024 wurde sie thailändische Meisterin im Speerwurf.